# Thompo Icefall
Thompo Icefall (in lingua inglese: Cascata di ghiaccio Thompo) è una cascata di ghiaccio situata sul margine nordorientale della Saratoga Table, tra il Monte Hummer e il Monte Hook, nel Forrestal Range dei Monti Pensacola, in Antartide.

## Storia
È stata mappata dall'United States Geological Survey (USGS) nel 1967 sulla base di rilevazioni e foto aeree scattate dalla U.S. Navy nel 1964.
La denominazione è stata assegnata nel 1979 dall'Advisory Committee on Antarctic Names (US-ACAN) in onore di Robert W. Thompson, fotografo della squadriglia VX-6 della U.S. Navy nelle Isole Balleny e nell'area degli Sky-Hi Nunataks nel 1963-64, e nei Monti Pensacola nel 1964-65. Thompo era il soprannome con cui erano noti i membri della famiglia.